# Acyklisk graf
Acyklisk graf är inom grafteori en graf utan cyklar (som ej går runt och börjar om). Om du startar i ett godtyckligt valt hörn och följer kanterna kommer du aldrig tillbaka där du började. Exempelvis är alla träd acykliska.

## Hyponymer
- Riktad acyklisk graf
- Oriktad acyklisk graf